# Мандрівний комітет
Мандрівний комітет — секція етнографічного гуртка, який був організований Іваном Франком з краєзнавчою метою.

## Історія
У 1883 році І. Франко організував «Кружок етнографічно-статистичний для студіювання життя і світогляду народу», а згодом — суто краєзнавчо-туристичний «Кружок для устроювання мандрівок по нашім краю».
Улітку 1884 року відкрито секцію «Мандрівний комітет» при студентському товаристві «Академічна бесіда» Львівського університету.

## Діяльність мандрівного комітету
Влітку 1884 року І. Франко організував мандрівку української студентської молоді за різними маршрутами. Загалом, І. Франко був співорганізатором шести мандрівок студентської молоді Галичиною й Українськими Карпатами впродовж 1883—1888 років. Активна участь у «Мандрівному комітеті» спонукала його до думки про те, що краєзнавчий матеріал набуде більшої ваги у випадку його систематизації та аналізу.

## Значення для мандрівного комітету у подальшому житті Франка
У 1898—1907 роках Іван Франко працював керівником комісій (у тому числі й етнографічної) при Науковому товаристві імені Т. Г. Шевченка, в якому він міг використати свої знання та навички, набуті у мандрівному комітеті. В результаті Франко став редактором багатьох видань, автором низки фундаментальних праць з фольклору, учасником наукових експедицій Наукового товариства імені Тараса Шевченка, співорганізатором музею Наукового товариства тощо. За ці роки НТШ видало серію видань під назвою «Українсько-Руський архів», 38 томів «Етнографічного збірника», 20 томів «Матеріалів до української етнології» та ін.